# Landtagswahl im Trentino 1948
Die Landtagswahl im Trentino 1948 fand am 28. November als Wahl zum Regionalrat Trentino-Südtirol statt. Gewählt wurden die 26 Mitglieder des Trentiner Landtags.
Am selben Tag fand auch die Wahl zum Südtiroler Landtag statt.
- Landeshauptmann: Giuseppe Balista (von 1948 bis 1952).

## Ergebnis
| Listen                                    | Listen                                     | Stimmen | %    | Mandate |
| ----------------------------------------- | ------------------------------------------ | ------- | ---- | ------- |
|                                           | Democrazia Cristiana                       | 113.509 | 57,6 | 15      |
|                                           | Partito Popolare Trentino Tirolese         | 33.137  | 16,8 | 4       |
|                                           | Partito Socialista Italiano                | 14.587  | 7,4  | 2       |
|                                           | Partito Socialista dei Lavoratori Italiani | 11.637  | 5,9  | 2       |
|                                           | Partito Comunista Italiano                 | 10.534  | 5,3  | 1       |
|                                           | Lega Nazionale Anti Autonomistica          | 6.118   | 3,1  | 1       |
|                                           | Autonomisti Indipendenti                   | 2.994   | 1,5  | 1       |
|                                           | Partito Liberale Italiano                  | 2.628   | 1,3  | –       |
|                                           | Partito Repubblicano Italiano              | 1.772   | 0,9  | –       |
| Gesamt                                    | Gesamt                                     | 196.916 | 100  | 26      |
|                                           |                                            |         |      |         |
| Quelle: Autonome Region Trentino-Südtirol |                                            |         |      |         |

## Liste der Mitglieder des Landtags
| Mitglied              | Partei | Partei                                     |
| --------------------- | ------ | ------------------------------------------ |
| Antonio Alberti Poja  |        | Democrazia Cristiana                       |
| Giulio Angelini       |        | Democrazia Cristiana                       |
| Giuseppe Balista      |        | Democrazia Cristiana                       |
| Guglielmo Banal       |        | Democrazia Cristiana                       |
| Antonio Bruschetti    |        | Democrazia Cristiana                       |
| Iginio Caproni        |        | Partito Popolare Trentino Tirolese         |
| Orlando Castelli      |        | Democrazia Cristiana                       |
| Arnaldo Cristoforetti |        | Lega Nazionale Anti Autonomistica          |
| Remo Defant           |        | Autonomisti Indipendenti                   |
| Guido Fontanari       |        | Partito Popolare Trentino Tirolese         |
| Emilio Gilli          |        | Partito Socialista dei Lavoratori Italiani |
| Giobatta Girardi      |        | Democrazia Cristiana                       |
| Zita Lorenzi          |        | Democrazia Cristiana                       |
| Luigi Menapace        |        | Democrazia Cristiana                       |
| Tullio Odorizzi       |        | Democrazia Cristiana                       |
| Danilo Paris          |        | Partito Socialista dei Lavoratori Italiani |
| Cornelio Ropelato 1   |        | Partito Popolare Trentino Tirolese         |
| Riccardo Rosa         |        | Democrazia Cristiana                       |
| Achille Salvetti      |        | Partito Socialista Italiano                |
| Italo Samuelli        |        | Democrazia Cristiana                       |
| Carlo Scotoni         |        | Partito Comunista Italiano                 |
| Italo Tranquillini    |        | Democrazia Cristiana                       |
| Donato Turrini        |        | Democrazia Cristiana                       |
| Guido Unterrichter    |        | Democrazia Cristiana                       |
| Mario Vinante         |        | Partito Socialista Italiano                |
| Raffaello Zanghellini |        | Partito Popolare Trentino Tirolese         |

.